# Edoardo Vianello in concerto
Edoardo Vianello in concerto è un album raccolta di Edoardo Vianello, pubblicato nel 2007.
Si tratta di una compilation di brani interpretati dal cantante nell'arco di una carriera lunga 50 anni.
Comprende 15 brani, con arrangiamenti di Muzio Marcellini.